# Модра на Цирохи
Модра на Цирохи (слч. Modra nad Cirochou) насељено је мјесто са административним статусом сеоске општине (слч. obec) у округу Хумење, у Прешовском крају, Словачка Република.

## Становништво
| Година:    | 1994. | 2004.   | 2014.   | 2024.   |
| ---------- | ----- | ------- | ------- | ------- |
| Број људи: | 1093  | 1030    | 1007    | 949     |
| Разлика:   |       | -5,76 % | -2,23 % | -5,75 % |

| Година:    | 2023. | 2024.   |
| ---------- | ----- | ------- |
| Број људи: | 956   | 949     |
| Разлика:   |       | -0,73 % |

Према подацима о броју становника из 2024. године насеље је имало 949 становника.